# Withering Roses
Withering Roses è un cortometraggio muto del 1914 interpretato e diretto da Harry A. Pollard.

## Produzione
Il film fu prodotto dall'American Film Manufacturing Company.

## Distribuzione
Distribuito dalla Mutual, il film - un cortometraggio in una bobina - uscì nelle sale cinematografiche degli Stati Uniti il 14 gennaio 1914.